# Chagnaz Fränkel
Chagnaz Fränkel (Paramaribo, 21 november 1994) is een Surinaams volleybalster, model en televisiepresentatrice. In 2016 werd ze vierde tijdens de verkiezing van Miss Tropical Beauties Suriname en in 2023 landskampioen volleybal met Yelyco. Sinds 2023 is ze tevens sportpresentatrice voor ATV.

## Biografie
Chagnaz Fränkel komt uit een sportfamilie, met daarin onder meer de voetballer Iwan (Pietje) Fränkel, de bondstrainer van Natio vanaf 1999. Ze begon met volleybal bij Condor en volgde haar vriendin in d'r overstap naar Avanti. Tijdens de overwinningsroes van het landskampioenschap van de Yelyco heren, stapte ze over naar het damesteam van Yelyco. Nadat de samenstelling enkele jaren later wijzigde, vertrok ze naar Yellow Birds. Tussendoor werd ze in 2016 vierde tijdens de verkiezing van Miss Tropical Beauties Suriname.
Hierna studeerde ze een jaar biologie en medisch laboratoriumonderzoek in Nederland en speelde in de derde divisie voor Leevoc Leeuwarden en in de tweede divisie voor VC Sneek. Ze onderbrak haar studie vanwege zwangerschap en keerde terug naar Suriname. In twee jaar tijd werd ze moeder van twee dochters. Ze sloot zich in het volleybal opnieuw aan bij Yelyco. Vanwege de coronacrisis in Suriname speelde ze eerst nog geen wedstrijden en in 2023 werd ze landskampioen met Yelyco. Ze speelt als aanvoerster en spelverdeelster en speelde door de jaren heen op alle posities.
In 2022 speelde ze in het nationale volleybalteam tijdens de Zuid-Amerikaanse Spelen in Paraguay. In 2023 speelde ze mee aan de Caribbean Cup die in eigen land werden gehouden en in het beachvolleybal tijdens de Centraal-Amerikaanse en Caraïbische Spelen in El Salvador.
Sinds september 2023 is ze sportpresentator voor de televisiezender ATV. Ze kwam hier terecht via sportpresentator Dion Brunings die haar tijdens een avond stappen vroeg om op de sportredactie te komen werken. Ondertussen blijft ze op hoog niveau actief in het volleybal, zowel in de zaal als in het beachvolleybal.